# Grebin
Grebin ist eine Gemeinde im Kreis Plön in Schleswig-Holstein. Das Wahrzeichen der Gemeinde ist die als Kulturdenkmal eingestufte, 1851 erbaute Grebiner Mühle.

## Geografie

### Geografische Lage
Das Gebiet der Gemeinde Grebin erstreckt sich im Zentrum der sogenannten Holsteinischen Schweiz im nordwestlichen Teil des Naturraums Ostholsteinisches Hügel- und Seenland (Haupteinheit Nr. 702) ausgehend vom nördlichen Ufer des Behler See im Süden bis hinab über den Tresdorfer See hinaus am östlichen Ufer. Im Gemeindegebiet liegen auch der Grebiner See, Schierensee und Schluensee. Durch das Gemeindegebiet fließt die Schmarkau.

### Ortsteile
Zu Grebin gehören die Ortsteile Behl, Breitenstein, Kakelsberg, Görnitz, Treufeld und das 1974 eingemeindete Schönweide. Den Mittelpunkt von Schönweide bildete das im Jahr 2000 abgebrannte Schönweider Schloss, Stammsitz der Familie von Hollen.

### Nachbargemeinden
Das Gemeindegebiet Grebins ist umgeben von jenen der Gemeinden:
|                                | Lammershagen                                |         |
| Mucheln, Lebrade, Rathjensdorf | Kompassrose, die auf Nachbargemeinden zeigt | Rantzau |
| Plön                           |                                             | Malente |

### Naturschutz
Im Gemeindegebiet liegt das europäische NATURA 2000-Schutzgebiet FFH-Gebiet Grebiner See, Schluensee und Schmarkau.

## Geschichte
Im Jahre 1433 wird Grebin erstmals im Lübecker Zehntregister erwähnt. Von 1910 bis 1930 war Grebin (Treufeld) Bahnstation der Kleinbahn Kirchbarkau–Preetz–Lütjenburg.

### Umbenennung von Grebin in Greben zwischen 1935 und 1946
Auf Antrag Hans Friedrich Bluncks wurde Grebin am 11. September 1935 in Greben umbenannt. Blunck wollte durch diese Umbenennung den Namen des Ortes, welcher slawischen Ursprunges ist, re-germanisieren, obwohl es keinerlei Nachweise für eine „altdeutsche“ Namensform des Ortes gab.
Der Oberpräsident Hinrich Lohse verfügte die Namensänderung gegen den ausdrücklichen Wunsch der Gemeindevertreter und gegen eigene Bedenken. Teile der Einwohner (Dorfjugend und NS-Partei) standen hinter der Umbenennung; andere lehnten die Umbenennung vehement ab. Blunck sah sich gezwungen, die Umbenennung jahrelang zu verteidigen; er drohte deren Gegnern sogar mit „harten kriegsrechtlichen Konsequenzen“.

### Die Rückbenennung von Greben in Grebin 1946
Am 16. Januar 1946 baten die Grebiner Gemeindevertreter den Landrat um die Rückgängigmachung der gegen den Willen der Gemeinde erfolgten Umbenennung. Dies geschah mit Erlass der Landesregierung vom 1. August 1946.

### Eingemeindungen
Am 1. Januar 1974 wurde die damalige Nachbargemeinde Schönweide eingegliedert.

## Politik

### Gemeindevertretung
Bei der Kommunalwahl am 14. Mai 2023 wurden insgesamt elf Sitze vergeben. Von diesen erhielt die Kommunale Wählergemeinschaft Grebin fünf Sitze, die CDU drei Sitze, die Grünen zwei Sitze und Zukunft Gemeinde Grebin einen Sitz.

### Wappen
Blasonierung: „Von Rot und Silber schräg geviert. 1 und 4 ein silbernes Hainbuchenblatt, 2 ein blaues Mühlrad, 3 ein zwölfgliedriger blauer Steinkreis.“

## Kultur und Sehenswürdigkeiten

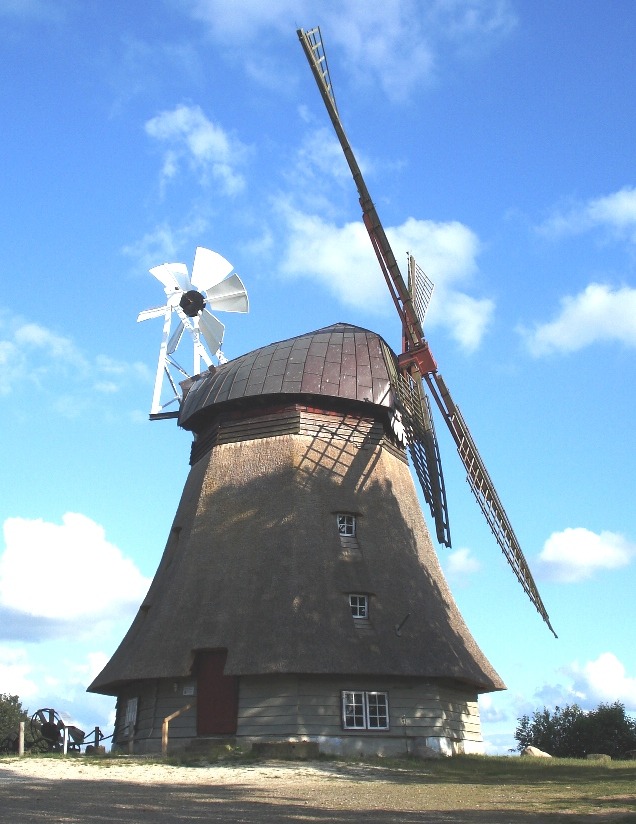
Die Grebiner Mühle „Wagria“

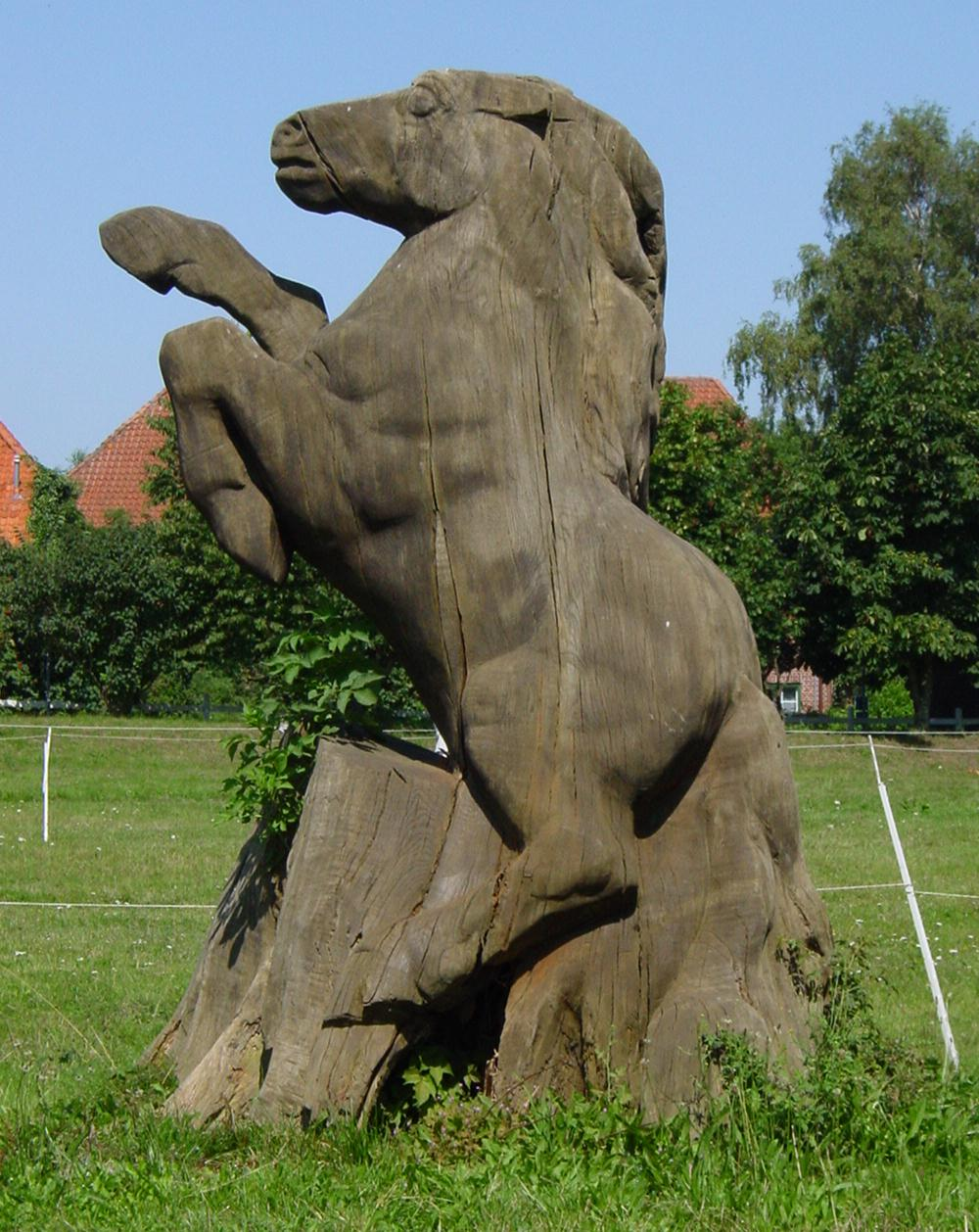
Görnitzer Wahrzeichen: aus einem Baumstamm geschnitzter Gaedingur auf der Sportanlage Islandpferde-Ovalbahn

### Entfernte Denkmale
Am 1. Mai 1933 wurde eine Hitler-Eiche gepflanzt, eine Zeitkapsel mit darin enthaltenem von Hans Friedrich Blunck aufgesetztem Schriftstück mit ins Wurzelwerk gegeben und ein Gedenkstein gesetzt. Umfasst wurde dieses Ensemble von Eisenketten. Das Denkmal befand sich auf der Gemarkung Schaar, welche heute durch die Dorfstraße überbaut ist.
Unmittelbar nach Ende des Zweiten Weltkrieges wurde der Baum auf Veranlassung von Otto Zerrath (Gemeindesratsmitglied und dortiger SPD-Vorsitzender) „umgehauen“. Den Gedenkstein vergrub man an der ursprünglichen Aufstellungsstelle.
Bei Bauarbeiten in Zusammenhang mit der Neugestaltung der Dorfstraße im Jahr 1960 wurde der Stein wieder ausgegraben und auf ein Privatgrundstück in Schönweide gebracht. Dort diente er wieder als Gedenkstein/Sammelpunkt für Feiern zu „Führers Geburtstag“. Nach der Veräußerung des Grundstückes ist sein Verbleib unbekannt.

### Brandschutz
Der Brandschutz und die allgemeine Hilfe der Gemeinde werden von der Freiwilligen Feuerwehr Grebin gewährleistet.

### Sport
Der TV Grebin ist der örtliche Sportverein.

## Wirtschaft und Verkehr
Der Ort ist eines der nördlichsten Weinbaugebiete Deutschlands, 2009 wurde ein Weinberg mit 5300 Rebstöcken angelegt.
Grebin liegt sieben Kilometer nordöstlich von der Kreisstadt Plön und fünf Kilometer nordwestlich von der Gemeinde Malente. In der Nähe verläuft die Bundesstraße 430.

## Persönlichkeiten
Im Ortsteil Schönweide geboren:
- Georg von Hollen (1845–1900), Marineoffizier, zuletzt Vizeadmiral
- Karl von Hollen (1839–1895), Landrat und Rittergutsbesitzer
- Gustav von Hollen (1851–1917), deutscher Kavallerie-Offizier, zuletzt General der Kavallerie